# Ketoconazol
Ketoconazol is een synthetisch schimmelwerend geneesmiddel dat wordt aangewend als profylaxe en behandeling van schimmelinfecties van de huid, in het bijzonder bij patiënten met een defect immuunsysteem zoals bij hiv. Vanwege de bijwerkingen wordt ketoconazol bij systemische toepassing (tabletten) vrijwel steeds vervangen door andere antimycotica zoals fluconazol en itraconazol. Ketoconazol en itraconazol zijn sterke remmers van het CYP3A4.
Ketoconazol wordt ook gebruikt in antiroos-shampoo. Uit enkele onderzoeken is gebleken dat ketoconazolshampoo ook kan werken tegen alopecia androgenetica.
Ketoconazol crème is een middel van eerste keus bij behandeling van seborroïsch eczeem bij volwassenen.

## Waarschuwing na registratie
Hoewel het orale gebruik al eerder in 1999 was beperkt, heeft de EMA op 26 juli 2013 aan de lidstaten aanbevolen de nationale registraties voor oraal gebruik op te schorten wegens leverschade. In Nederland nam de producerende firma Janssen dat advies over. De FDA gaat minder ver, maar waarschuwt op 19 mei 2016 nog eens nadrukkelijk tegen de toepassing.
Het middel wordt nog wel gebruikt bij de behandeling van het syndroom van Cushing maar ook daar moet goed de leverfunctie in de gaten worden gehouden.